# ميخائيل شولتس (لاعب كرة قدم، 1993)
ميخائيل شولتس (بالألمانية: Michael Schultz) هو لاعب كرة قدم ألماني في مركز قلب الدفاع، ولد في 30 مايو 1993 في لانداو إن در بفالتس في ألمانيا. لعب مع نادي كايزرسلاوترن.

## وصلات خارجية
- ميخائيل شولتس على موقع قاعدة بيانات كرة القدم.إي يو (الإنجليزية)
- ميخائيل شولتس على موقع عالم كرة القدم.نت (الإنجليزية)